# Austroagalloides rosea
Austroagalloides rosea är en insektsart som beskrevs av Evans 1935. Austroagalloides rosea ingår i släktet Austroagalloides och familjen dvärgstritar. Inga underarter finns listade i Catalogue of Life.